# Lista över höjdmätningar av Kebnekaise
Detta är en lista över höjdmätningar av Kebnekaises två huvudtoppar. Tabellen har celler med grön bakgrundsfärg för kal topp på sensommaren och vit färg för glaciär på toppen. Fet stil anger vilken av de två topparna som för tillfället var högst. Tabellen är inte komplett, då det finns nästan årliga mätningar av Tarfala forskningsstation under perioden 1970–2010.
| Sensommar år                     | Nordtoppen (m ö.h.) | Sydtoppen (m ö.h.) | Kommentarer och källor |
| -------------------------------- | ------------------- | ------------------ | --- |
| 1880                             | ?                   | ~ 2 115            | Kartografen Gustaf Wilhelm Bucht, Generalstaben, uppmäter på avstånd höjden av Sydtoppen till cirka 2 135 m ö.h., vilket senare nedjusterats 20 meter till cirka 2115 m ö.h.                   |
| 1883                             | ?                   | ~ 2 130 ?          | Charles Rabot, vid första bestigningen av Kebnekaise, uppmäter med barometer höjden till 2130 m ö.h. Kalibreringen av barometern är oklar.                                                     |
| 1902                             | ?                   | 2 121              | Chefsgeodeten Per Rosén och hans son Karl D.P. Rosén uppmäter höjden 2123 m ö.h., vilket senare nedjusteras 2 meter till 2121 m. ö.h.                                                          |
| 1910                             | glaciär             | glaciär            | Många fotografier av Fredrik Enquist visar tydlig toppglaciär över båda Kebnekaisetopparna. |
| 1922                             | glaciär             | 2 123              | Höjden 2135 m ö.h. för Nordtoppen angavs i Nordisk Familjebok och har därefter fått spridning, men enligt Per Holmlund och Anna Schytt (2020) är detta en felmätning som olyckligt slunkit ut. |
| 1927                             | ~ 2 115 ?           | glaciär            | Höjden för Nordtoppen uppskattad till 2115 m ö.h. av H.N. Pallin (1927), vilket Per Holmlund och Anna Schytt (2020) anser vara "i högsta laget, men ligger kanske inom möjligheternas ram".    |
| 1947                             | barmark             | 2 115              | Sydtoppens höjd uppmätt till 2117 m ö.h. av Valter Schytt, Tarfala forskningsstation, senare nedjusterad 2 meter till 2115 m ö.h. Glaciären på Nordtoppen har nu smält bort.                   |
| 1960                             |                     | 2 113              | [ 1 ] |
| 1970                             |                     | 2 115              | [ 1 ] |
| 1975                             |                     | 2 116              | [ 1 ] |
| 1980                             |                     | 2 112              | [ 1 ] |
| 1985                             |                     | 2 111              | [ 1 ] |
| 1990                             |                     | 2 114              | [ 1 ] |
| 1995                             |                     | 2 118              | [ 1 ] |
| 2000                             |                     | 2 108              | [ 1 ] |
| 2005                             |                     | 2 104              | [ 1 ] |
| 2010                             | 2 097               | 2 102              | [ 7 ] |
| 2011                             | 2 097               | 2 100              | [ 7 ] |
| 2012                             | 2 097               | 2 102              | [ 7 ] |
| 2013                             | 2 097               | 2 099              | [ 7 ] |
| 2014                             | 2 096,8             | 2 097,5            | [ 7 ] |
| 2015                             | 2 096,8             | 2 097,8            | [ 7 ] |
| 2016                             | 2 096,8             | 2 097,1            | GPS-mätning av Pia Eriksson och Gunhild Ninis Rosqvist, Tarfala forskningsstation. |
| 2017                             | 2 096,8             | 2 098,5            | GPS-mätning av Tarfala forskningsstation. |
| 2018                             | 2 096,8             | 2 096,5            | GPS-mätning av Ninis Rosqvist, Tarfala forskningsstation den 5 augusti 2018. Detta är den första mätningen där Sydtoppen blivit lägre än Nordtoppen.                                           |
| 2019                             | 2 096,8             | 2 095,6            | GPS-mätning av Tarfala forskningsstation. |
| 2020                             | 2 096,8             | 2 096,0            | GPS-mätning av Tarfala forskningsstation den 17 september 2020. |
| 2021                             | 2 096,8             | 2 094,6            | GPS-mätning av Tarfala forskningsstation den 14 augusti 2021. |
| 2022                             | 2 096,8             | 2 094,6            | GPS-mätning av Tarfala forskningsstation den 9 september 2022. |
| 2023                             | 2 096,8             | 2 093,2            | GPS-mätning av Tarfala forskningsstation den 11 september 2023. |
| 2024                             | 2 096,8             | 2 089,9            | GPS-mätning av Tarfala forskningsstation den 15 september 2024. |
| Hypotetiska framtida kala toppar | 2 096,8             | ~ 2 060            | Radarmätning från helikopter 2008 visar en upp till 46 meter tjock glaciär över Sydtoppen och ger höjden 2060 m ö.h. för den underliggande berggrunden.                                        |

## Annan information
En enklare och nättare tabell finns under Kebnekaise#Sveriges högsta punkt. Där finns också en kort översikt över historiken kring fastställande av Kebnekaise som Sveriges högsta punkt, samt toppglaciärens avsmältning. Mer detaljerade beskrivningar har givits av Bolincentret för klimatforskning vid Stockholms universitet och av Per Holmlund och Anna Schytt (2020).